# Клемпіно
Клемпіно (пол. Klępino) — село в Польщі, у гміні Старґард Старгардського повіту Західнопоморського воєводства.
Населення — 448 осіб (2011).
У 1975-1998 роках село належало до Щецинського воєводства.

## Демографія
Демографічна структура станом на 31 березня 2011 року:
|          | Загалом | Допрацездатний вік | Працездатний вік | Постпрацездатний вік |
| -------- | ------- | ------------------ | ---------------- | -------------------- |
| Чоловіки | 216     | 52                 | 146              | 18                   |
| Жінки    | 232     | 61                 | 133              | 38                   |
| Разом    | 448     | 113                | 279              | 56                   |